# 佩德拉尔瓦 (米纳斯吉拉斯州)
佩德拉尔瓦是巴西米纳斯吉拉斯州的一个市镇。总面积217.298平方公里，总人口11184人，人口密度51.5人/平方公里。